# Hitoshi Sogahata
Hitoshi Sogahata (jap. 曽ヶ端 準, Sogahata Hitoshi; * 2. August 1979 in Kashima) ist ein ehemaliger japanischer Fußballspieler.

## Karriere

### Verein
Hitoshi Sagahata ist seit Jahren Stammtorwart von Kashima Antlers. In der Japanischen Fußballnationalmannschaft wurde er zwischen 2001 und 2004 viermal nominiert und nahm unter anderem an der  Weltmeisterschaft 2002 in Japan und an den Olympischen Sommerspielen 2004 in Athen teil.
Sogahata ging aus der Jugendmannschaft von Kashima Antlers hervor.
Er gewann unter anderem zwischen 1998 und 2016 siebenmal die Japanische Meisterschaft, dreimal den Japanischen Pokal sowie viermal den Supercup und erreichte bei der
FIFA-Klub-Weltmeisterschaft 2016 den zweiten Platz mit Kashima Antlers

### Nationalmannschaft
Hitoshi Sagahata spielte zwischen 2001 und 2003 viermal für die japanische Fußballnationalmannschaft.

## Erfolge
- Japanischer Meister: 1998, 2000, 2001, 2007, 2008, 2009, 2016
- Japanischer Pokalsieger: 2000, 2007, 2010, 2016
- Japanischer Supercup: 1998, 1999, 2009, 2010, 2016[4]
- Japanischer Ligapokalsieger: 2000, 2002, 2011, 2012, 2015
- 2. Platz bei der FIFA-Klub-Weltmeisterschaft 2016